# Meijerijsche Bank
De Meijerijsche Bank was een bank in de Nederlandse stad Eindhoven.
De bank werd opgericht in 1899.
Nadat de zaken enige tijd goed leken te verlopen en over 1906 nog een dividend van 5% was uitbetaald staakte zij in oktober 1907 haar betalingen. Kort daarop werd de directeur gearresteerd. In april 1908 werd hij wegens verduistering veroordeeld tot zeven maanden gevangenis en gezien de lengte van zijn voorarrest onmiddellijk vrijgelaten. In oktober 1907 verleende de rechtbank te 's-Hertogenbosch surseance, op 28 december werd de bank failliet verklaard. De slotuitkering kon pas in 1911 worden betaald.